# Lionel Laurent
Lionel Laurent   (Moûtiers, 10 d'octubre de 1964) és un biatleta francès, ja retirat, que va competir durant les dècades de 1980 i 1990.
El 1992 va prendre part en els Jocs Olímpics d'Hivern d'Albertville, on fou quaranta-setè en la prova dels 20 quilòmetres del programa de biatló. Dos anys més tard, als Jocs de Lillehammer disputà dues proves del programa de biatló. Guanyà la medalla de bronze en el relleu 4x7,5 quilòmetres, formant equip amb Thierry Dusserre, Patrice Bailly-Salins i Hervé Flandin, mentre en la prova dels 20 quilòmetres fou trenta-dosè.
En el seu palmarès també destaca una medalla de plata i dues de bronze en els set Campionats del món de biatló que disputà.